# Liv Lindeland
Liv Lindeland (nacida el 7 de diciembre de 1945, Noruega) es una modelo, actriz, y agente de talentos noruega. Fue escogida por la revista Playboy  como Playmate del Mes para enero de 1971 y como Playmate del Año para 1972. Fue fotografiada por Alexas Urba. Lindeland es la nuera de la actriz-bailarina Cyd Charisse.

## Carrera
Cuando Lindeland fue seleccionada para ser Playmate, se convirtió en la primera Playmate del Mes en mostrar claramente el vello púbico visible. Su pelo era rubio. Lindeland siguió con la interpretación después de su aparición en Playboy (a menudo acreditada como Liv Von Linden), y entonces comenzó una carrera como agente de talentos. Posó desnuda para Playboy de nuevo en diciembre de 1979, en el pictorial Playmates para siempre!.

## Filmografía
- Evel Knievel (1971)
- Salvad al tigre (1973)
- Dirty O'Neil (1974)
- The Photographer (1975)
- Win, Place or Steal (1975)
- Picasso Trigger (1988)
- Guns (1990)